# Тризна, Мартиан
Мартиан Тризна (ум. 17 мая 1643) — религиозный и государственный деятель Великого княжества Литовского, каноник виленский (с 1620 года), секретарь королевский, писарь духовный литовский (1628—1641), пробст трокский и гераненский, рефендарий духовный литовский (1631—1641), епископ-коадъютор виленский (с 1638 года), епископ-суффраган белорусский (с 1639 года), подканцлер литовский (1641—1643). Из рода Тризны.

## Биография
Представитель шляхетского рода Тризн герба Гоздава. Сын каштеляна смоленского Григория Тризны (ок. 1500—1571) от брака с представительницей рода Сапег. Братья — подстолий великий литовский Павел Пётр, подскарбие великие литовские Гедеон Михаил и Николай Тризны.
В 1620 году Мартиан Тризна носил чин каноника виленского. В 1628 году стал писарем духовным литовским, в 1631—1641 годах — рефендарий духовный литовский. В 1638 году получил чин епископа-коадъютора виленского, в 1639 году стал епископом-суффраганом белорусским.
В 1633 году Мартиан Тризна был избран делегатом на сейм для корректирования Статута Великого княжества Литовского. В 1634 году принимал участие в составлении условий Поляновского мира с Русским государством.
В 1641 году Мартиан Тризна получил должность подканцлера литовского, которую занимал до своей смерти.
17 мая 1643 года Мартиан Тризна скончался, был похоронен в бернардинском костёле в Бресте.